# Ladislav Quis

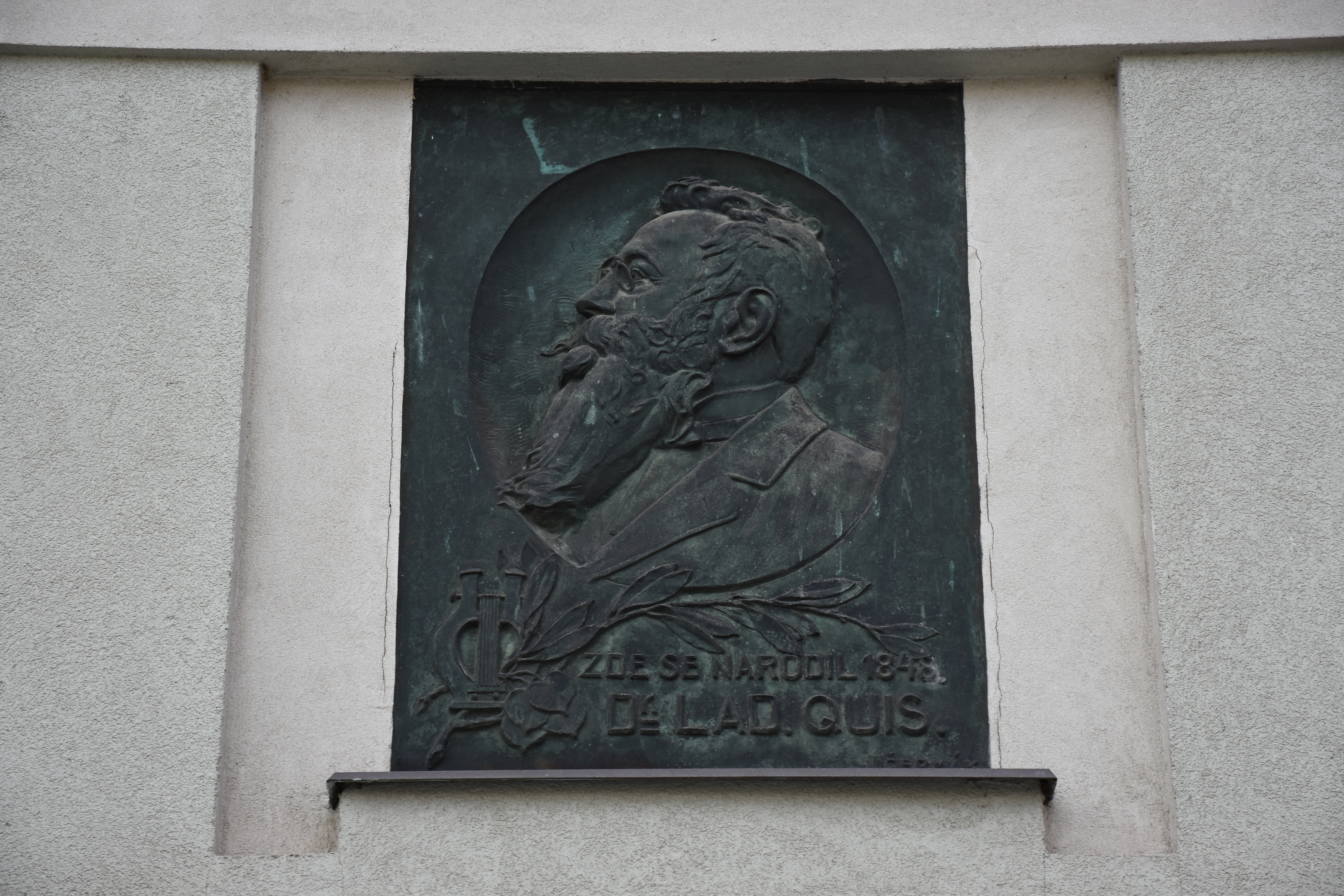
Pamětní deska Ladislava Quise v rodné Čáslavi

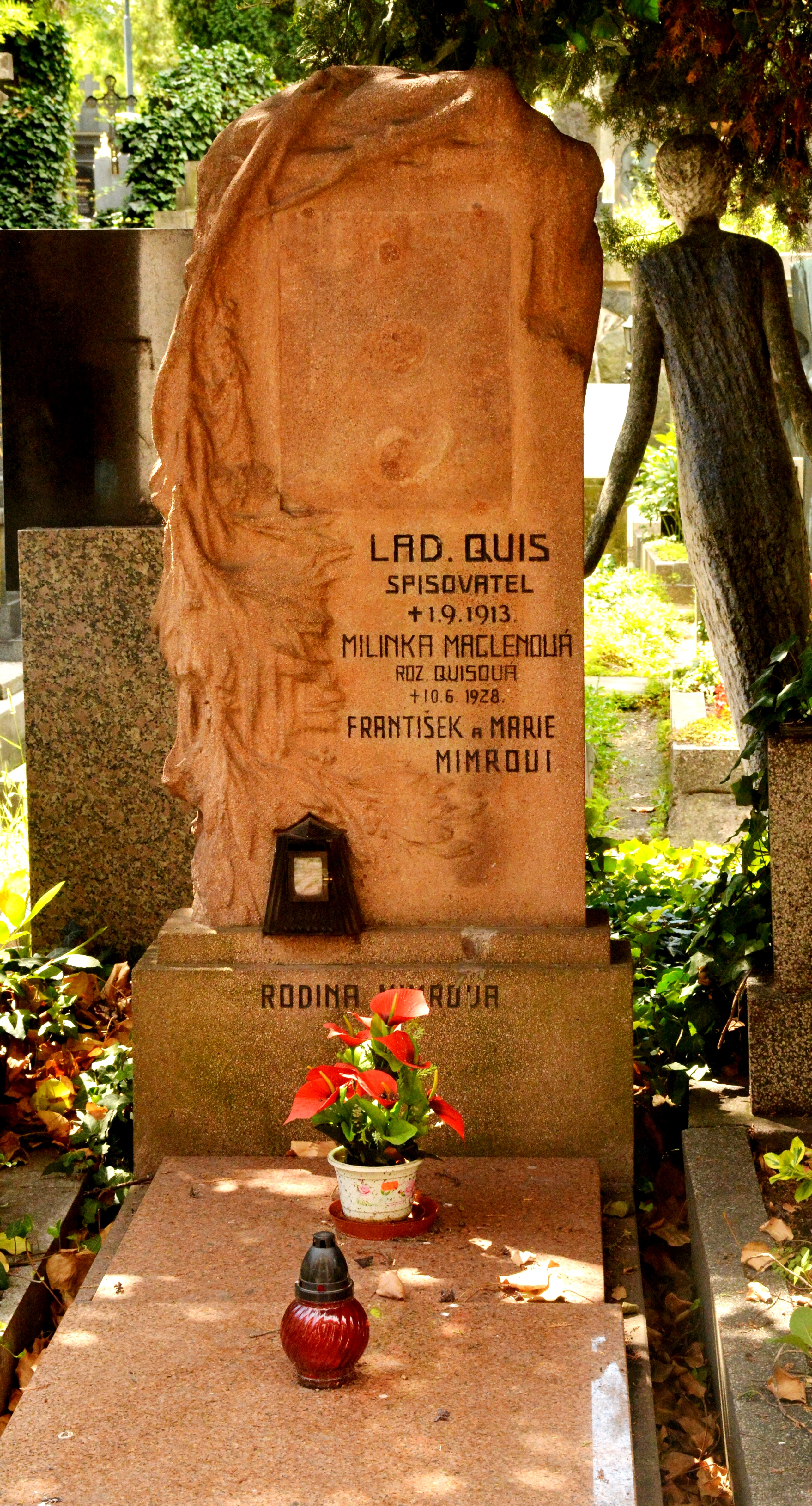
Hrob na Vyšehradském hřbitově v Praze

Ladislav Quis (7. února 1846 Čáslav – 1. září 1913 Černošice) byl
český spisovatel, básník, právník, novinář, překladatel, literární historik a kritik, představitel skupiny ruchovců.

## Život
Pocházel z rodiny čáslavského městského lékaře Ignáce Quise a jeho manželky Veroniky, rozené Matiegkové. Otec brzy zemřel, a tak rodina trpěla nouzí. Studoval nejprve na gymnáziu v Německém Brodě, ale vzhledem k finanční tísni mu poručník doporučoval, aby zanechal studií a šel se učit lékárníkem. Chlapci tehdy pomohl strýc, a tak se Ladislav octl v kvintě Akademického gymnázia v Praze. Zde byl však nespokojen, a proto v roce 1863 přestoupil uprostřed školního roku na reálné gymnázium v Táboře (v době zdejšího působení známého vlastence, pedagoga-ředitele Václava Křížka). Po maturitě Quis pokračoval studiem práv na Karlově univerzitě v Praze a celé studium zakončil roku 1874 doktorátem.
V roce 1872 nastoupil jako redaktor do Slovanu (za nemocného Karla Sabinu), kde psal především literární články a fejetony. Brzy odešel do Národních listů. Zároveň od roku 1874 pracoval jako praktikant u c. a k. zemského trestního soudu a oženil se s Kamilou Bohutínskou a v roce 1878 se manželům Quisovým narodila dcera Kamila. Jelikož se u Quise projevila oční choroba, byl nucen zanechat novinářské práce. 
Od roku 1881 byl advokátem v Čáslavi a od roku 1884 v Přelouči, kde se usadil. Manželé Quisovi se později rozešli a žena s dcerou se odstěhovaly do Prahy. Ve veřejné sféře městského života se JUDr. Ladislav Quis těšil velmi dobré pověsti a úctě, zasloužil se mj. o realizaci stavby místního evangelického novorenesančního chrámu s elegantní věží (1905) a vedle stojící fary. Místní nadšenci založili ve městě již v roce 1902 muzeum, byli to vesměs významní lidé tehdejší doby – a mezi nimi i literát Ladislav Quis. Mimořádným členem České akademie věd a umění byl zvolen 30. listopadu 1901 (dopisujícím od 30. 11. 1895).

## Dílo
Již jako nadaný a aktivní žák Václava Křížka založil v táborském gymnáziu literární spolek Slavoj a vydával časopis Lužnice. Své první básně i povídky (1865) uveřejňoval v místním časopisu Tábor (první číslo časopisu Tábor bylo vydáno 30. dubna 1864 a potom vycházel až do roku 1941).
Ladislav Quis přispíval do mnoha novin a časopisů, např. Květy, Tábor, Lumír, Svoboda, Paleček, Humoristické listy. Podílel se na almanachu Ruch (I. a II.), Máj Umělecké Besedy a Almanachu českého studentstva.
Psal prózu a básně, překládal. Vydal básnické spisy a plnou korespondenci K. H. Borovského (22 sešitů, 1902–1903). Pro Knihovnu Ottovu opatřil vydání Čelakovského Ohlasů (1898) a Erbenovy Kytice (1901).

### Poezie
- Z Ruchu – básnická sbírka (1872), 2. vyd. 1887
- Hloupý Honza – veršovaný cyklus českých pohádek (1880)
- Ballady (1883); 2. vyd. 1898
- Třešně – veršovaná povídka (1884), 2. vyd. 1890
- Písničky (1887)
- Posvícenská mše (1900)
- Epigramy (1897)

### Próza
- Kniha vzpomínek (1902)
- Vzpomínky ze staré Prahy – výbor pořídili, k vydání připravili a vysvětlivkami opatřili Aleš Haman a Květoslava Neradová (1. vyd., Praha, Vyšehrad 1984)

### Překlady
- J. W. Goethe: Balady (1892), Ifigenie v Tauridě (1894)
- F. Schiller: Marie Stuartovna (1891)
- Staroskotské balady (přeložil a napsal úvod, Praha, naklad. Otto, 1900)
- A. V. Kolcov: Básně (1892)
- Heinrich Kleist: Rozbitý džbán (1910)